# Eteone tocantinensis
Eteone tocantinensis är en ringmaskart som beskrevs av Ernst Ferdinand Nolte 1938. Eteone tocantinensis ingår i släktet Eteone och familjen Phyllodocidae. Inga underarter finns listade i Catalogue of Life.